# إرنستو برامبيا
إرنستو برامبيا (بالإيطالية: Ernesto Brambilla) مواليد 31 يناير 1934 في مونزا، هو متسابق دراجات نارية إيطالي سابق. نافس في سباقات بطولة العالم لفئة 350 سي سي ولفئة 50 سي سي.